# 山姥切国広
山姥切国広（やまんばぎりくにひろ）は、安土桃山時代に作られたとされる日本刀（打刀）であり、日本の重要文化財に指定されている。重要文化財指定名称は「刀 銘九州日向住国広作 天正十八年庚刁弐月吉日平顕長（山姥切）」。

## 概要

### 本歌と写し
安土桃山時代に活躍した刀工・堀川国広作の日本刀であり、南北朝時代の備前長船長義作の刀「本作長義」（徳川美術館蔵）の写しとして作られた。山姥切国広と本作長義は、峰の形状と樋先の位置関係などは正確だが反りを含めた全体の姿形と茎仕立てはあまり似ておらず、当時の刀工が持つ写しについての意識と現代の復元模造に対する意識の違いが表れている。昭和時代の刀剣研究家である本間順治は「単なる模作ではなく、地刃の働きと、すすどしさは長義をさらに強調し、放胆の味さえ加わって長義の作中にあっても出色のもの云い得よう。」と本作を評した。堀川国広の「慶長打（堀川打）」と呼ばれる相州伝に学んだ後期の作風は、相伝備前の典型作である本作長義を写したことが契機になったとみる説もある。本作は1962年（昭和37年）6月21日に重要文化財に指定されたが、本歌にあたる本作長義も1949年（昭和24年）2月18日に重要文化財指定を受けており、2020年（令和2年）時点では刀剣において本歌と写しが共に重要文化財である唯一の事例となっている。

### 作刀
1590年（天正18年）2月に足利城主長尾顕長の依頼により打たれたことが銘からわかる（長尾顕長の当時の状況については本作長義#来歴を参照）。山姥切国広の作刀場所は、小田原城説と、足利学校説がある。徳川美術館学芸員の原は、「福永酔剣の説によると当時の刀工は冬至から夏至の間に打った刀に「二月」、夏至から冬至の間に打った刀に「八月」と刻む習慣がある。国広在銘の57振の銘文を確認したところ二月銘が18振、八月銘が23振と突出して多いことから、国広も当時の慣習に倣っていた可能性は高く、本作も1590年（天正18年）正月から旧暦の夏至にあたる5月の間まで作刀期間が広がる」という著述家さよのすけの説を紹介している。福永酔剣自身も「（銘の「二月吉日」は）鍛冶の二月、冬至から夏至にいたる間を意味すると思われる」と述べている。

### 来歴
後北条氏滅亡により長尾家が没落してから発見されるまで伝来は、1920年（大正9年）10月25日に採取された刀剣研究家・杉原祥造の押形からわかる。当時の所有者である三居翁によると次の通りに伝わっている。「小田原北条家の浪人である石原甚五左衛門が本作を所持し、山姥を切った（後述）。石原は関ヶ原の戦いで井伊家に陣借りして一働きしようと待ち構えていたところ、刀を折って困っていた井伊家家臣の渥美平八郎へこの刀を与えた。石原家と渥美家は共に井伊家で三～四百石扶持の足軽大将となり、明治維新まで同家に仕えた。明治維新後に渥美家は困窮したため、本作を彦根長曽根で醤油屋を営んでいた北村家へ質入れしたが、質流れとなったために同じ旧彦根藩士である三居家が請け出して所持していた。」
1928年（昭和3年）に刊行された『新刀名作集』に押形が掲載されたことで本作は知られていったが、同書刊行時点では関東大震災で焼失したことになっていたため、1954年（昭和29年）刊行の堀川国広研究書『國廣大鑒』にも焼失と書かれている。
しかし1960年（昭和35年）、財団法人日本美術刀剣保存協会名古屋支部に属していた高橋経美が「旧家臣の某氏」から本作を譲り受けたことをきっかけに本間順治が本作を再発見した。関東大震災時点では旧彦根藩主の井伊家が山姥切国広を所持していたと刀剣業界では認識されていたが、「旧家臣の某氏」は30年余り本作を所持していたとされることから三居家にそのまま伝来したものと考えられ、井伊家伝来説は事実誤認の可能性が高い。その後、1962年（昭和37年）に本作は重要文化財に指定された。2020年時点では千葉県の個人の所有とされている。
2015年（平成27年）に公開されたPCブラウザ・スマホアプリゲームである『刀剣乱舞』において、刀剣男士として山姥切国広をモデルとしたキャラクターが登場していることから注目を受けるようになる。2017年（平成29年）3月4日から4月2日にかけて、足利市立美術館で約20年ぶりに公開展示された。会期中の来場者数は延べ37,800人であり、従来の企画展の最多記録が2カ月間で約24,000人であったのを1カ月で上回る過去最多の来場者数を記録した。2022年（令和4年）2月11日から3月27日にかけて、同館で開催された足利市制100周年記念特別展にて公開展示された。新型コロナ禍による外出自粛の影響もあり、45日間の会期中の来場者数は2017年の展示の約3割減となる延べ25,000人となった。
2022年6月10日、足利市の早川尚秀市長が市議会全員協議会にて、山姥切国広の所有者が市への譲渡に応じる意向を伝えてきたことを明らかにした。6月8日の市議会で市長が購入に意欲を表明したことに対して購入に反対する意見が多数寄せられた為、憂慮した所有者が市に任せたいという旨のメッセージを送ってきたと報道されている。足利市は今後、具体的な費用などについて話し合いを進める予定だという。
足利市は2023年7月21日の記者会見や同年8月21日の市長定例記者会見にて、山姥切国広の取得と維持を行うための「縷縷プロジェクト」について正式に発表した。取得費用3億円のうち2億円を購入者である足利市民文化財団が負担・残る1億円はクラウドファンディングやふるさと納税によりまかなうとし、2023年9月1日よりクラウドファンディングを開始、同10月24日に目標額1億円を達成した。最終的な支援の結果は1億7,013万7,000円（達成率170%）であり、必要経費を除いた差引額のうち1億を購入費用に、残りの3,090万3,000円は維持管理などの費用にあてられると公表している。
2024年3月6日に公益財団法人足利市民文化財団が山姥切国広を取得したことが翌3月7日に公表された。2024年6月21の市議会定例会では足利市山姥切国広未来継承基金条例が制定され、足利市山姥切国広未来継承基金の創設が決定した。

### 山姥切の名前
山姥切国広の号の由来は、1920年（大正9年）10月25日に採取された刀剣研究家・杉原祥造の押形、その周囲にメモ書きされた当時の所有者（三居翁）の話を一次資料とする。
杉原押形は1928年（昭和3年）『新刀名作集』に収録され、1975年（昭和50年）『日向の刀と鐔』を初めとする福永酔剣の著書により山姥切国広の逸話は紹介されたが、山姥切の号は本来は本歌である本作長義のものだという説が刀剣界の定説となっていた（詳細は本作長義#山姥切の名前を参照）。
2015年（平成27年）開始のゲーム『刀剣乱舞』において「山姥切国広は山姥切長義の写しだから山姥切を名乗っている」という説が採用され、本作長義も山姥切長義としてキャラクター化され2018年に実装された。本作長義の所蔵館である徳川美術館は2018年時点では史料的根拠の見つかっていない山姥切長義の名が一般化する事態を考え、特別展「徳川将軍ゆかりの名刀」における展示解説に加え、号の経緯を解説する講座を複数回開催した後に、論文を発表した。その中では山姥切の号は本作長義にはなく山姥切国広のものだと考えられる、と述べられている。

## 刀身解説
※ 本節は大部分を『日本刀大鑑』と『堀川国広とその弟子』を出典とするが、両者の説明は「『日本刀大鑑』は尺貫法に加えてメートル法でも記載がある」「『堀川国広とその弟子』に銘の詳細がある」以外はほぼ同一である。
※ 刀剣専門用語の意味については、説明文の後に別途用語解説を付した。

### 刀姿
全長89.99センチメートル（刃長70.6センチメートル＋茎長19.39センチメートル）、元幅3.33センチメートルに先幅2.97センチメートルと身幅広く先幅張り、鋒長7.73センチメートルと大鋒であり、反り2.82センチメートルの先反の強い堂々たる姿である。造込（刀剣の形状）は鎬造りで鎬低く鎬幅狭く、重ねは薄い。棟（刀身の背の部分、峰や背とも）の形状は庵棟。表裏に棒樋をかき通している。姿は豪壮で、激しい乱刃を焼いた優作。
用語解説

- 「先反り」とは、物打ち（横手筋（切っ先の境目の線）から6センチメートル～9センチメートルほど下までの部分）で反りがさらに加わっている様子。地上での刀の運用を追求した結果室町・戦国時代の打刀に多く見られる[54]。
- 「鎬造り（しのぎづくり）」とは、刀身の中程に鎬筋を作り、横手筋を付けて峰部分を形成した、日本刀の典型的姿ともいえる形[54]。日本刀#鋼の組合せにある画像を参照のこと。
- 「庵棟」いおりむね）とは、刀身の背の部分が三角形のように尖っていること[55]。
- 「樋」（ひ）とは、刀身に沿って彫られた溝で、棒樋とはそれが一本で幅が太目のもの。腰樋は腰付近から刀身の中央付近までの線である。重量の軽減と、刃筋方向に加わる力を吸収して曲がりにくくすることが目的[56]。
- 「かき通す」とは、刀身に彫られた樋（溝）が茎の先まで続けて彫られていること[57]。

### 地鉄・刃文
地鉄（鍛え肌の模様）は板目、杢交じり総体に流れごころに肌立ち、ザングリとして地景交じり、地沸よくつき、飛焼入り、棟焼頻りにかかる。
刃文は、のたれ調に箱がかり、互の目交じり大乱れとなり、足・葉繁く、匂口締りごころに沸つき、砂流しかかる。
帽子（切先部分の刃文）は乱れ込み、表裏とも飛焼かかり、先掃きかけて返り、沸つく。
用語解説

- 「板目」とは、地鉄（刀身の焼きの入っていない部分）の折り返し鍛錬（日本刀#質の高い鋼の作成）により現れた鍛え肌と呼ばれる肌合いや模様の分類の一種で、木材の板目のように見える模様のこと[56]。
- 「杢（もく）」とは、年輪のような模様のこと[56]。
- 「ざんぐり」とは、主に国広などの堀川派の地鉄のことを表す表現。板目肌に杢目や柾目が交じってよく練れ、地沸や地景などが盛んに入り、鍛えが粗雑でないのにざらついて模様がよく見えるもの。まとまりを持ち、柔らかみがある[58][56]。
- 「地景」とは、地鉄に現れる線状に黒く光る模様[59]。
- 「飛焼」とは、焼刃が刃縁から離れ、地中に変則的な形で現れたもの。それが棟に施されたものは「棟焼」と呼ばれる[60]。
- 「湾れ（のたれ）」とは、ゆったりと寄せる波のようにゆるやかな曲線を描く刃文[59]。
- 「互の目」（ぐのめ）とは乱刃の一種で、丸みを帯びた焼山が連続して上下に振幅するもの。山と谷が交互にくることが名の由来で、谷には刃先へ向かって足が入ることが多い[61][62]。
- 「足」とは、互の目の谷の沸や匂が、刃縁から刃先に向かって垂直に伸びる模様[63]。
- 「葉」（よう）とは、匂いや沸えが刃縁から離れ、刃中に飛び地のように浮かんで表れているもの[64]。
- 「匂い口」とは、刃縁の状態、もしくは刃縁や刃文そのもの。「匂い口締まる」は匂・沸の幅が狭く凝縮されている状態[61]。
- 「匂い」「沸（にえ）」とは、刃文と地鉄の境目にある粒子のこと[63]。「沸（にえ）」は肉眼で捉えられる大きさであり、「匂い」は刃文と地鉄の境目にある粒子が肉眼では確認できない霞のような小ささ。「沸」と「匂い」の違いは見え方だけである[63]。
- 「砂流し」（すながし）とは、刃中の沸が線状に連なっていること。
- 「掃掛（帽子）」とは、砂流しなどの沸筋が切っ先の先端へ箒で掃いたように見える形で向かい、焼刃に沿って棟先へ流れていく[65]。

### 茎
茎は生ぶで先は栗尻。鑢目は筋違、目釘穴は一。表目釘穴の下に細鏨（ほそたがね）で「九州日向住国広作」、裏に同じく「天正十八年庚
刁弐月吉日平顕長」と刻まれている。
用語解説

- 「生ぶ茎（うぶなかご）」とは、磨上などのされていない製作当初のままの茎[66]。
- 「栗尻」とは、丸みを持った形状の茎尻[61]で、一般的な形[55]。
- 「鑢目」（やすりめ）とは、柄から茎が脱落しないように施されたやすり[67]。
- 「筋違（い）」（すじかい）とは、鑢目が右下がりに急な傾斜で掛けられたもの。勝手下り鑢＜筋違鑢＜大筋違鑢の順で傾斜が急になる[67]。